# Dietrich-Alex Koch
Dietrich-Alex Koch (* 1942 in Königsberg/Pr.) ist ein deutscher evangelischer Theologe. Sein Fachgebiet sind das Neue Testament sowie die Geschichte des Urchristentums.

## Leben
Nach dem Abitur 1963 studierte Dietrich-Alex Koch Evangelische Theologie in Göttingen, Heidelberg und Berlin. Das Erste Theologische Examen bestand er 1972. Er wurde 1975 von der Universität Göttingen zum Doktor der Theologie promoviert, im selben Jahr bestand er das Zweite Theologische Examen. Von 1975 bis 1977 war er Pfarrer der Evangelisch-lutherischen Landeskirche Hannovers. Im Anschluss daran wurde er Professor auf Zeit an der Evangelisch-Theologischen Fakultät der Johannes Gutenberg-Universität Mainz, wo er sich 1983 habilitierte. Ab 1985 war er Professor für Neues Testament an der Westfälischen Wilhelms-Universität Münster. Im Jahr 2008 wurde Dietrich-Alex Koch emeritiert.

## Veröffentlichungen
- Die Bedeutung der Wundererzählungen für die Christologie des Markusevangeliums (= Zeitschrift für die Neutestamentliche Wissenschaft. Beiheft 42). De Gruyter, Berlin 1975.
- Die Schrift als Zeuge des Evangeliums. Untersuchungen zur Verwendung und zum Verständnis der Schrift bei Paulus (= Beiträge zur historischen Theologie. Band 69). Mohr Siebeck, Tübingen 1986.
- Hellenistisches Christentum. Schriftverständnis – Ekklesiologie – Geschichte. Herausgegeben von Friedrich Wilhelm Horn (= Novum Testamentum et Orbis Antiquus: Studien zur Umwelt des Neuen Testaments. Band 65). Vandenhoeck & Ruprecht, Göttingen 2008, ISBN 978-3-525-54001-5.
- Bilder aus der Welt des Urchristentums. Das Römische Reich und die hellenistische Kultur als Lebensraum des frühen Christentums in den ersten zwei Jahrhunderten. Vandenhoeck & Ruprecht, Göttingen 2009, ISBN 978-3-525-63319-9.
- Geschichte des Urchristentums. Ein Lehrbuch. Vandenhoeck & Ruprecht, Göttingen 2013, ISBN 978-3-525-52199-1 (2. Auflage 2014, ISBN 978-3-525-52202-8).[1][2]